# Inmortal peruana
La Inmortal peruana es el nombre dado a una partida de ajedrez jugada por el Gran maestro internacional peruano Esteban Canal contra un aficionado desconocido en una exhibición simultánea que dio en Budapest en 1934. En solo catorce movimientos, Canal sacrificó sus Torres y a su Dama, terminando con el mate de Boden.
Julius du Mont lo llamó «un juego encantador». Irving Chernev escribe: «en trece movimientos, Canal sacrifica tanto a las Torres como a su Dama, ¡y luego da mate en su decimocuarto movimiento!... Un hombre podría jugar un millón de partidas de ajedrez y nunca duplicar la hazaña de Canal». Fred Reinfeld escribe:

Cuando Anderssen sacrificó dos Torres, la Dama, etc., contra Kieseritzky, el producto final se describió como «el juego inmortal». Podría ser más preciso llamarlo «un juego inmortal», ya que desde entonces ha habido muchos reclamantes del título. No es lo que menos merece [esta] pequeña joya, en la que Canal puede haber prodigado algo menos de cinco minutos. El juego tiene la calidad de una improvisación de Liszt.

## La partida
Blancas: Esteban Canal

Negras: NN

Apertura: Defensa escandinava (ECO B01)

Lugar: Budapest, 1934

1. e4 d5 2. exd5 Dxd5 3. Cc3 Da5 4. d4 c6 5. Cf3 Ag4 6. Af4 e6 7. h3 Axf3 8. Dxf3 Ab4 9. Ae2 Cd7 10. a3 0-0-0??
|       |       |       |       |       |       |       |       |       |  |
|       | a8    | b8    | c8 kd | d8 rd | e8    | f8    | g8 nd | h8 rd |  |
| a7 pd | b7 pd | c7    | d7 nd | e7    | f7 pd | g7 pd | h7 pd |       |  |
| a6    | b6    | c6 pd | d6    | e6 pd | f6    | g6    | h6    |       |  |
| a5 qd | b5    | c5    | d5    | e5    | f5    | g5    | h5    |       |  |
| a4    | b4 bd | c4    | d4 pl | e4    | f4 bl | g4    | h4    |       |  |
| a3 pl | b3    | c3 nl | d3    | e3    | f3 ql | g3    | h3 pl |       |  |
| a2    | b2 pl | c2 pl | d2    | e2 bl | f2 pl | g2 pl | h2    |       |  |
| a1 rl | b1    | c1    | d1    | e1 kl | f1    | g1    | h1 rl |       |  |
|       |       |       |       |       |       |       |       |       |  |

En otro libro, Reinfeld escribe: «Las negras piensan erróneamente que [11.axb4] está fuera de discusión. Pero las blancas, al ver más adelante y confiar en su excelente posición de ataque, tiene una continuación sorprendente». Iakov Neishtadt escribe: «Las negras están convencidas de que su oponente no puede tomar el Alfil. De hecho, este habría sido el caso si hubiera jugado 10.(...) 0-0-0, sino 10.(...) Cgf6». Seirawan y Minev aconsejan: «Lema: ¡Piénsalo dos veces antes de enrocar en el flanco de Dama!».
11. axb4!!
Si tanto a6 como c6 no están protegidos por piezas negras, las negras podrían ser derrotadas instantáneamente con un mate de Boden, por lo que las blancas comienzan a desviar a la Dama negra que protege estos dos escaques por la fuerza.
11.(...) Dxa1+
Si las negras juegan 11.(...) Db6 para proteger a6 y c6, las blancas podrían continuar atacando a la Dama negra con 12.Ca4 (12.(...) Dxb4+? 13.c3), la Dama negra difícilmente puede escapar del ataque mientras protege a6 o c6.
12. Rd2!
¡Otra desviación! Ahora las negras están condenadas, porque después de capturar la Torre blanca en a1, las negras pierden la última oportunidad de proteger c6, y la Dama negra no puede permanecer en la fila a para proteger a6.
12.(...) Dxh1
Reinfeld escribe: «Preferiblemente  era 12.(...) Ce5 13.Axe5 Dxh1 14.Dxf7 Td7 (divertido sería 14.(...) Cf6 15.Dxe6+! Td7 16.Ag4 Thd8 17.Dd6! forzando mate) 15.De8+ Td8 16.Dxe6+ Td7 17.De8+ Td8 18.Ag4#!»
13.Dxc6+! bxc6 14.Aa6# 1–0
Con a6 y c6 perdiendo protección, las blancas podrían lanzar el mate de Boden.
|       |       |       |       |       |       |       |       |       |  |
|       | a8    | b8    | c8 kd | d8 rd | e8    | f8    | g8 nd | h8 rd |  |
| a7 pd | b7    | c7    | d7 nd | e7    | f7 pd | g7 pd | h7 pd |       |  |
| a6 bl | b6    | c6 pd | d6    | e6 pd | f6    | g6    | h6    |       |  |
| a5    | b5    | c5    | d5    | e5    | f5    | g5    | h5    |       |  |
| a4    | b4 pl | c4    | d4 pl | e4    | f4 bl | g4    | h4    |       |  |
| a3    | b3    | c3 nl | d3    | e3    | f3    | g3    | h3 pl |       |  |
| a2    | b2 pl | c2 pl | d2 kl | e2    | f2 pl | g2 pl | h2    |       |  |
| a1    | b1    | c1    | d1    | e1    | f1    | g1    | h1 qd |       |  |
|       |       |       |       |       |       |       |       |       |  |